# سوخور شهباز نجفی
سوخور شهبازنجفی، روستایی از توابع بخش گوار شهرستان گیلانغرب در استان کرمانشاه ایران است.

## جمعیت
این روستا در دهستان حیدریه قرار دارد و براساس سرشماری مرکز آمار ایران در سال ۱۳۸۵، جمعیت آن ۹۵ نفر (۱۵خانوار) بوده‌است.که به علت نبود کار مناسب جهت جوانان روستا در حدود 60خانوار با حداقل جمعیت 250 نفر به شهرهای ساوه ،کرج ،اشتهارد،تهران،قزوین،کرمانشاه و اسلام آبادغرب مهاجرت کرده وبرای خود کسب و کاری را شروع کرده و یا در شرکتهای خصوصی و ادرات و ارگانهای دولتی استخدام شده اند. و هریک برای خود در روستا یا واحد مسکونی دارند.
حدود 90درصد جوانان روستا تحصیلات آکادمی داشته و از اقشار باسواد جامعه بوده اند.و جمعیت مانده در روستا به شغلهای دامپروری و زراعت مشغولند و درآمد سالیانه خود را از این طریق بدست میاورند.کل روستا با هم فامیل (پسرعمو) هستند.